# Nemestrinus iranicus
Nemestrinus iranicus är en tvåvingeart som beskrevs av Joseph Charles Bequaert 1938. Nemestrinus iranicus ingår i släktet Nemestrinus och familjen Nemestrinidae.
Artens utbredningsområde är Iran. Inga underarter finns listade i Catalogue of Life.